# Кога тетин Клименте шеташе над градот
„Кога тетин Клименте шеташе над градот” је југословенски и македонски ТВ филм из 1983. године. Режирао га је Коле Малинов а сценарио је написао Аљоша Руси.

## Улоге
| Глумац           | Улога          |
| ---------------- | -------------- |
| Благоја Чоревски | Клименте       |
| Снежана Стамеска | Ленка          |
| Душан Костовски  | Сурата         |
| Киро Ћортошев    | Јажарот Маглен |
| Илија Милчин     | Анатол Шулц    |
| Тасе Кочовски    | Бакалот Дуко   |

Остале улоге  ▼
| Глумац              | Улога      |
| ------------------- | ---------- |
| Силвија Стојановска | Калина     |
| Гоце Влахов         | Климе      |
| Ђорђи Колозов       | Меанџијата |
| Аљоша Симјановски   | Пејачот    |